# Teleférico da Rocha do Navio

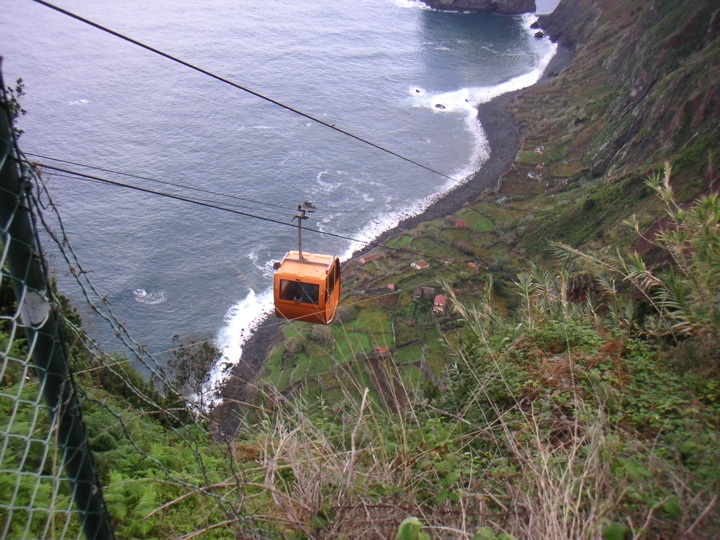
Cabina e vista sobre a fajã.

O teleférico da Rocha do Navio faz a ligação a uma zona protegida, a Reserva Natural da Rocha do Navio, de Santana, ilha da Madeira. Recebe visitas tanto dos naturais quanto de estrangeiros. É um teleférico de tipo vai-vem e tem uma função agro-turística .

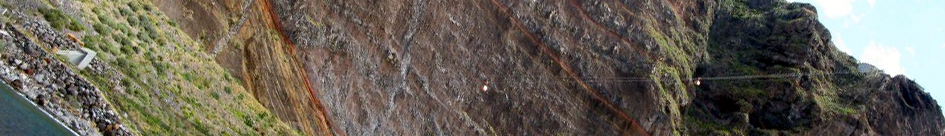
Panorâmica horizontalizada do trajeto.